# Uwantme2killhim?
uwantme2killhim? è un film del 2013 diretto da Andrew Douglas e basato su una storia vera riportata su Vanity Fair nel febbraio 2005.

## Trama
Il sedicenne Mark conosce su una chat una ragazza di nome Rachel e finisce con l'innamorarsene. Diventato ben presto succube della ragazza, Mark finisce anche con l'accettare l'amicizia di John, il solitario fratello di lei. Rachel rivela poi a Mark di essere vittima di abusi da parte del violento fidanzato Kevin.
Quando John informa Mark che Kevin ha ucciso Rachel, il ragazzo rimane prima sconvolto e poi inizia a pianificare la sua vendetta contro Kevin. Il suo comportamento attira però l'attenzione degli agenti segreti dell'MI5...

## Critiche
Le recensioni del film sono state abbastanza positive. Grandi lodi hanno ottenuto le recitazioni di Blackley e Regbo, che Screen Daily ha definito come due "performance forti". Altre recensioni parlano circa la ripetizione degli elementi della trama e la credibilità di alcune delle scene.

## Premi
- 2013 Edinburgh International Film Festival, Best performance in a British feature film Award[10]